# Flemming Nielsen
Pour les articles homonymes, voir Nielsen.
Flemming Nielsen (né le 24 février 1934 à Copenhague au Danemark et mort le 16 novembre 2018) est un joueur de football international danois, qui évoluait au poste de milieu de terrain.

## Biographie

### Carrière en club
Flemming Nielsen évolue au Danemark, en Italie et en Écosse.
Lors de la saison 1955-1956, il inscrit 11 buts en deuxième division danoise avec l'équipe du B 93 Copenhague.
Avec le club italien de l'Atalanta Bergame, il joue 92 matchs en Serie A, inscrivant huit buts.

### Carrière en sélection
Flemming Nielsen reçoit 26 sélections en équipe du Danemark entre 1954 et 1960, inscrivant quatre buts. Toutefois, seulement 24 sélections sont reconnues par la FIFA.
Il joue son premier match en équipe nationale le 4 juin 1954, contre la Norvège (défaite 1-2 à Malmö). Il inscrit ses deux premiers buts le 26 mai 1960, contre la Norvège. Ce match gagné 3-0 à Copenhague rentre dans le cadre du championnat nordique.
Il participe ensuite aux Jeux olympiques d'été de 1960 organisés en Italie. Lors du tournoi olympique, il inscrit deux buts, contre la Tunisie, puis lors de la finale perdue contre la Yougoslavie. Les joueurs danois remportent la médaille d'argent.
Il reçoit sa dernière sélection le 23 octobre 1960, contre la Suède (défaite 2-0 à Göteborg).

## Palmarès
Danemark
- Jeux olympiques :
  -  Argent : 1960.

 Atalanta Bergame
- Coupe d'Italie :
  - Vainqueur : 1963.